# Jaime Blanco
Jaime María Blanco García [ˈxai̯me maˈɾia ˈblãŋko ɣaɾˈθia] est un homme politique espagnol membre du Parti socialiste ouvrier espagnol (PSOE), né le 1er mai 1944 à Santander et mort le 24 septembre 2020 dans la même ville.
Il est président de la Députation régionale de Cantabrie entre 1990 et 1991.

## Biographie

### Jeunesse et formation
Né sur la côte Cantabrique, Jaime Blanco s'inscrit à l'université de Séville, où il obtient sa licence en médecine et chirurgie. Il se spécialise ensuite en soins intensifs. Il rejoint ensuite l'hôpital universitaire Marquis de Valdecilla de Santander, où il devient chef de la section de médecine intensive.

### Débuts en politique
Jaime Blanco adhère au PSOE en 1975 et prend deux ans plus tard le poste de secrétaire général du Parti socialiste de Cantabrie-PSOE (PSC-PSOE).
Pour les élections constituantes du 15 juin 1977, il est investi tête de liste socialiste dans la circonscription de Santander. À 33 ans, il est élu au Congrès des députés, où il est désigné vice-président de la commission de la Santé et de la Sécurité sociale.
Le 27 août suivant, à l'occasion d'une manifestation à Santander, il est placé en garde à vue après avoir été frappé par un agent de police, ce qui déclenche une enquête parlementaire et des appels à la démission du ministre de l'Intérieur Rodolfo Martín Villa, qui diligente de son côté une enquête administrative. Les rapports confirmant la version de Blanco, le groupe socialiste présente le 14 septembre une motion de réprobation à l'encontre de Martín Villa, rejetée par 160 voix contre, 118 pour et 58 abstentions à l'issue d'un débat très tendu.

### Ascension
Jaime Blanco est de nouveau choisi comme tête de liste aux élections législatives du 1er mars 1979. Réélu, il est maintenu comme vice-président de la commission de la Santé et de la Sécurité sociale, puis devient vice-président de la commission de la Politique sociale et de l'Emploi en mars 1982. Dans le cadre des élections législatives anticipées du 28 octobre 1982, il conduit de nouveau la liste socialiste en Cantabrie.
Il postule en qualité de chef de file aux premières élections autonomiques de Cantabrie, convoquées le 8 mai 1983. Le jour du scrutin, le PSC-PSOE remporte 15 députés sur 35, contre 18 à la coalition de droite de José Antonio Rodríguez. Il remet alors ses fonctions à disposition du parti, qui le confirme par 19 voix favorables et 10 abstentions une semaine plus tard. Il décide de continuer de siéger au Congrès et renonce donc à son mandat de député autonomique.
Alors qu'en avril 1984 une trentaine de cadres socialistes, comprenant des députés régionaux et des hauts fonctionnaires de l'administration déconcentrée, réclament dans une lettre ouverte sa démission du secrétariat général du PSC-PSOE, il est réélu en mars 1985 avec plus de 60 % des suffrages exprimés, contre 38 % au député autonomique et chef du « courant critique » Jesús Cabezón.
Réélu au cours des élections législatives anticipées du 22 juin 1986, il est investi le 11 janvier 1987 chef de file aux élections autonomiques du 10 juin par le comité régional du parti. Le jour du scrutin, il recueille 30,2 % des suffrages exprimés et 15 députés sur 39 à l'Assemblée régionale. Il décide d'y siéger, démissionne du Congrès le 7 juillet et se fait élire sénateur par l'Assemblée trois mois plus tard. Le 20 décembre 1989, il devient vice-président de la commission des Autonomies, de l'Organisation et de l'Administration territoriales.

### Président de la Députation régionale
Le 21 novembre 1990, la commission exécutive fédérale du PSOE sous l'autorité de Felipe González prend la décision que le PSC-PSOE déposera une motion de censure contre Juan Hormaechea, qui a perdu sa majorité après s'être brouillé avec le Parti populaire (PP), alors que Jaime Blanco s'y est montré défavorable et qu'une motion semblable a déjà été déposée par le PP, le Parti régionaliste de Cantabrie (PRC) et le Centre démocratique et social (CDS).
Finalement, la motion socialiste est adoptée par l'Assemblée régionale le 6 décembre par 26 voix pour, 12 voix contre et 1 abstention, assurant l'investiture de Jaime Blanco comme président de la Députation régionale de Cantabrie grâce au soutien des autres forces politiques. Le lendemain, il annonce former un gouvernement de coalition comptant quatre membres du PP, dont la vice-présidence, trois du PSC-PSOE, un du PRC et un du CDS. Il est formellement nommé le 12 décembre.
Aux élections autonomiques du 26 mai 1991, il atteint 34,8 % des voix et 16 députés sur 39, réalisant le record historique du PSOE de Cantabrie, mais le centre droit contrôle à nouveau la majorité absolue. Il est donc relevé de ses fonctions le 6 juillet au profit de son prédécesseur, Juan Hormaechea.

### Parcours parlementaire national
À l'occasion des élections sénatoriales anticipées du 6 juin 1993, Jaime Blanco se présente à l'un des quatre sièges à pourvoir en Cantabrie. Totalisant 118 758 voix, il est le mieux élu des quatre membres du Sénat. Le 1er juillet, il se présente sans succès à la présidence de la Députation régionale dans le cadre d'une motion de censure, rejetée par 21 voix contre et 18 pour. Il tente à nouveau le 5 janvier 1994, la motion recevant 18 voix pour, 17 voix contre et 4 abstentions alors que la majorité requise est de 20 votes favorables. Il décide le 21 février 1995 de ne pas postuler de nouveau aux élections autonomiques, prévues au mois de mai.
Il fait son retour au Congrès des députés aux élections législatives anticipées du 3 mars 1996. À partir de 1998, il est secrétaire de la commission de la Santé et de la Consommation. Il est réélu au cours des élections législatives du 12 mars 2000 et siège toute la législature comme vice-président de la commission de la Santé et de la Consommation. Le 2 avril 2000, une nouvelle crise au sein du Parti socialiste de Cantabrie-PSOE conduit le comité régional à lui signifier qu'il doit passer la main à la tête du parti après vingt-trois ans de direction ininterrompue. Après les profonds changements induits par la victoire de José Luis Rodríguez Zapatero au congrès fédéral de juillet, sa faiblesse dans l'appareil s'accentue et il confirme le 10 septembre qu'il ne sollicitera pas le renouvellement de son mandat.
Il choisit ensuite de postuler aux élections sénatoriales du 14 mars 2004 et de quitter de nouveau le Congrès pour la chambre haute des Cortes Generales. Avec 141 189 voix, il est le sénateur le moins bien élu de Cantabrie, et le seul socialiste. Il prend alors la présidence de la commission parlementaire de la Défense. Il est réélu avec 153 835 suffrages aux élections sénatoriales du 9 mars 2008, réalisant de nouveau le plus mauvais score des quatre élus de Cantabrie et restant le seul sénateur socialiste de la communauté autonome. Il est confirmé comme président de la commission de la Défense et ne se représente pas à l'issue de son mandat, mettant un terme à sa vie politique après 34 ans de mandats électifs.

### Famille
Jaime Blanco a été marié à María Ángeles Ruiz-Tagle. Après leur séparation, il a épousé Rosa Inés García, ancienne députée autonomique, ancienne conseillère municipale de Santander et ancienne secrétaire générale de la section socialiste de la ville. Il est père de deux fils.

### Mort
Jaime Blanco meurt le 24 septembre 2020 à Santander des conséquences de plusieurs maladies.
La classe politique lui rend un hommage unanime : le président de Cantabrie Miguel Ángel Revilla, régionaliste, salue « un référent du socialisme, dédié à son parti » ; sa successeure à la direction du Parti socialiste de Cantabrie-PSOE Lola Gorostiaga parle d'« un maître, un ami, [...] une grande personne avec des valeurs inaltérables » ; la présidente du Parti populaire de Cantabrie María José Sáenz de Buruaga évoque « un socialiste modéré et pragmatique au jugement serein » ; le chef de file de Ciudadanos Rubén Gómez (es) souligne que « cela valait toujours la peine de l'écouter et de débattre avec lui » ; le député socialiste et secrétaire général du PSOE de Santander Pedro Casares le qualifie comme « un allié pour le progrès et le bien-être des citoyens » ; et le président du gouvernement d'Espagne et secrétaire général du Parti socialiste Pedro Sánchez dit de Jaime Blanco qu'il était « un référent de notre histoire politique », parlant de « son engagement, ses luttes et sa sagesse ».